# Płotnica
Płotnica (biał. Плотніца) – agromiasteczko na Białorusi, w obwodzie brzeskim, w rejonie stolińskim.
Znajduje się tu zabytkowa parafialna cerkiew prawosławna pw. Opieki Matki Bożej.
Wieś szlachecka położona była w końcu XVIII wieku w powiecie pińskim województwa brzeskolitewskiego. 
Do 1939 w Polsce, w województwie poleskim, w powiecie łuninieckim/powiecie stolińskim, siedziba gminy Płotnica.